# Leibermuster

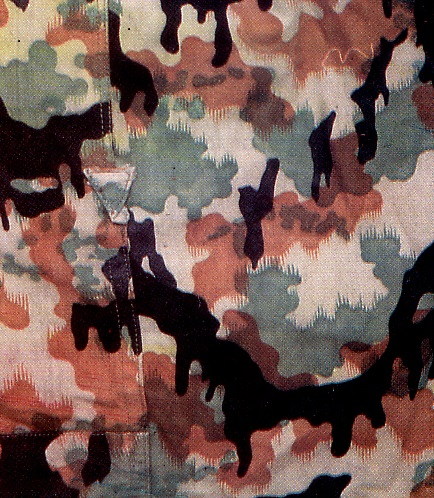
Patró Leibermuster (1945)

El Leibermuster fou un patró mimètic clapejat del Tercer Reich, en sis colors: sobre fons beix clar presenta petites taques en blanc i verd clar, i clapes petites i mitjanes, bastant estretes, en verd intens, roig i negre; les clapes negres suggereixen branques, i llur orientació bàsica és horitzontal, tot i que en alguns exemplars pot ésser vertical.
Aquest patró, juntament amb les seves derivacions, constitueix el grup Leibermuster de la família clapejada.

## Història i característiques

### Denominació
El Leibermuster és l'únic patró mimètic nazi de què coneixem el nom original, i això mercès als esforços de Francis S. Richardson, oficial d'intendència estaunidenc que el mateix 1945 preparà un report cèlebre sobre el camuflatge nazi (report Richardson). El nom oficial era Buntfarbenaufdruck 45 ('sobreimpressió multicolor 1945') i el dissenyà el professor Johann Georg Schick, que ja havia dissenyat els diversos patrons de les Waffen-SS. Leibermuster n'era la denominació col·loquial; hom estaria temptat de traduir-ho literalment com a 'patró de cos', però la traducció correcta és 'patró Leiber', perquè fa referència al cognom de Hellmut Leiber, l'enginyer encarregat de les qüestions tècniques de fabricació.
Esporàdicament aquest patró també rep el nom de Leibertarn ('camuflatge Leiber').

### Ús
El Leibermuster s'usà, essencialment –potser exclusivament–, en uniformes de dues peces de model 1944 (és a dir, similar al battledress britànic), caçadora de campanya (Feldbluse) i pantaló (Feldhose), no reversibles. En funció del que havia succeït amb tants patrons anteriors, s'especula que també s'hi podrien haver confeccionat parques, gorres de campanya m. 43, fundes mimètiques, peces d'equipament (potser Zeltbahnen), etc.
Les peces d'uniforme en Leibermuster foren distribuïdes a partir del febrer de 1945, tant a unitats de la Wehrmacht com de les Waffen-SS; la voluntat era de substituir tots els altres patrons mimètics en ús entre les tropes nazis. Emperò, i donada l'aparició tan tardana (i les circumstàncies de caos final), no sembla que la roba en Leibermuster arribés a confeccionar-se ni a distribuir-se en grans quantitats.
Hi ha constància fotogràfica de l'ús del Leibermuster per part d'alguna unitat de la Wehrmacht en territori txec (vegeu més avall); hi ha testimonis orals que atribueixen l'ús del Leibermuster a alguna unitat "estrangera" de les Waffen-SS durant la retirada nazi de Letònia.

### Característiques peculiars
D'antuvi el Leibermuster pot semblar massa cridaner, però era força efectiu al medi perquè l'havien dissenyat: combat entre ruïnes en ciutats devastades. Pel que fa a la coloració original, vegeu l'epígraf següent.
Una característica insòlita del patró Leibermuster és que, imprès amb tintes absorbents de la llum, fou el primer de la història dissenyat per a esquivar els detectors infraroigs que començaven a utilitzar-se.

### ElLeibermustercom a enigma
El Leibermuster resta un patró enigmàtic: se'n conserven pocs exemplars autèntics –en col·leccions particulars i en algun museu públic–, i aquests estan molt desgastats i amb els colors esvaïts; apareix en poques fotografies, i totes preses a Txecoslovàquia el maig de 1945. L'aspecte original del patró es reconstruí, primer, a partir de dades escrites i de testimonis orals, i, posteriorment, mitjançant tècniques informàtiques aplicades a exemplars conservats.

## Popularitat
En acabat de dècades d'oblit, l'interès pel Leibermuster 45 es despertà als anys vuitanta i, sobretot, als noranta, al ritme de la naixença i maduresa dels estudis històrics sobre uniformologia mimètica. En l'actualitat aquest patró és un centre d'interès emblemàtic per a estudiosos i afeccionats.
El patró també s'ha popularitzat entre els col·leccionistes de militària. En la darrera dècada, i per iniciativa de nombroses marques comercials (de Txèquia a la Xina, passant per Turquia), al mercat civil han proliferat reproduccions de peces en Leibermuster 45, de qualitat diversa i amb criteris diferents: n'hi ha que intenten reproduir-lo amb els colors ben vius de quan era nou de trinca (amb què les peces s'acosten bastant a l'aspecte de l'Alpenflage); d'altres imiten els tons esvaïts dels exemplars supervivents. S'hi confeccionen tant les peces històriques (caçadora i pantalons) com qualssevol altres de típiques de la Wehrmacht o de les Waffen-SS, encara que no consti que fossin produïdes mai en aquest patró.
Reproduccions a banda, també hi ha un petit mercat de falsificacions que hom intenta passar per originals (llarga tradició en peces de militària clàssiques, sobretot del Tercer Reich), algunes de molt primàries (manipulacions de peces Alpenflage, per exemple), però altres de tan sofisticades que provoquen dubtes fins entre els especialistes.

## Derivacions: el grupLeibermuster
El patró Leibermuster original serví de model a diversos patrons desenvolupats en altres exèrcits durant els anys cinquanta, els quals poden agrupar-se amb l'original per a compondre el grup Leibermuster de la família clapejada. Es tracta, en concret, dels patrons següents: 
- duby ('roures') txecoslovac (1954-1962),[10] exclusiu de les forces especials: quadricolor, sobre fons caqui clar presentava clapes de tipus ameba en negre, verd oliva i roig pàl·lid (amb nous tons formant-se per superposició). L'efecte de conjunt és de dominància verda, amb què divergeix prou del Leibermuster 45, tot i ser evident la filiació. Aquest patró era reversible amb un altre clapejat de tipus més genèric i dominància verda: el mraky ('núvols').[11]

- Bundeswehr-Leibermuster ('patró Leiber de la Bundeswehr') de la RFA, molt afí a l'original tant en la tria dels sis colors com en la forma i distribució de les clapes. Dissenyat entorn de 1955 per a l'uniforme de campanya de la Bundeswehr,[12] no sembla que arribés a ser distribuït,[13] hom diu que per motius polítics evidents: la referència nazi hi era massa palpable i recent.[14] Tot i això, el llegat del Leibermuster persistiria subtilment uns anys més a la Budeswehr en el patró de la Zeltbahn mimètica.[15]

- Leibermuster suís (1955-1993), més conegut popularment com a Alpenflage i cèlebre, entre altres motius, per la dominància vermella.

De totes tres derivacions, només l'Alpenflage suís arribaria a equipar la totalitat d'un exèrcit, i durant força dècades.

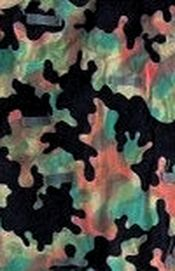
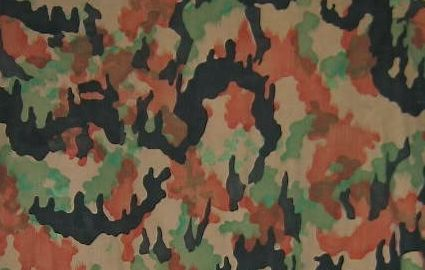
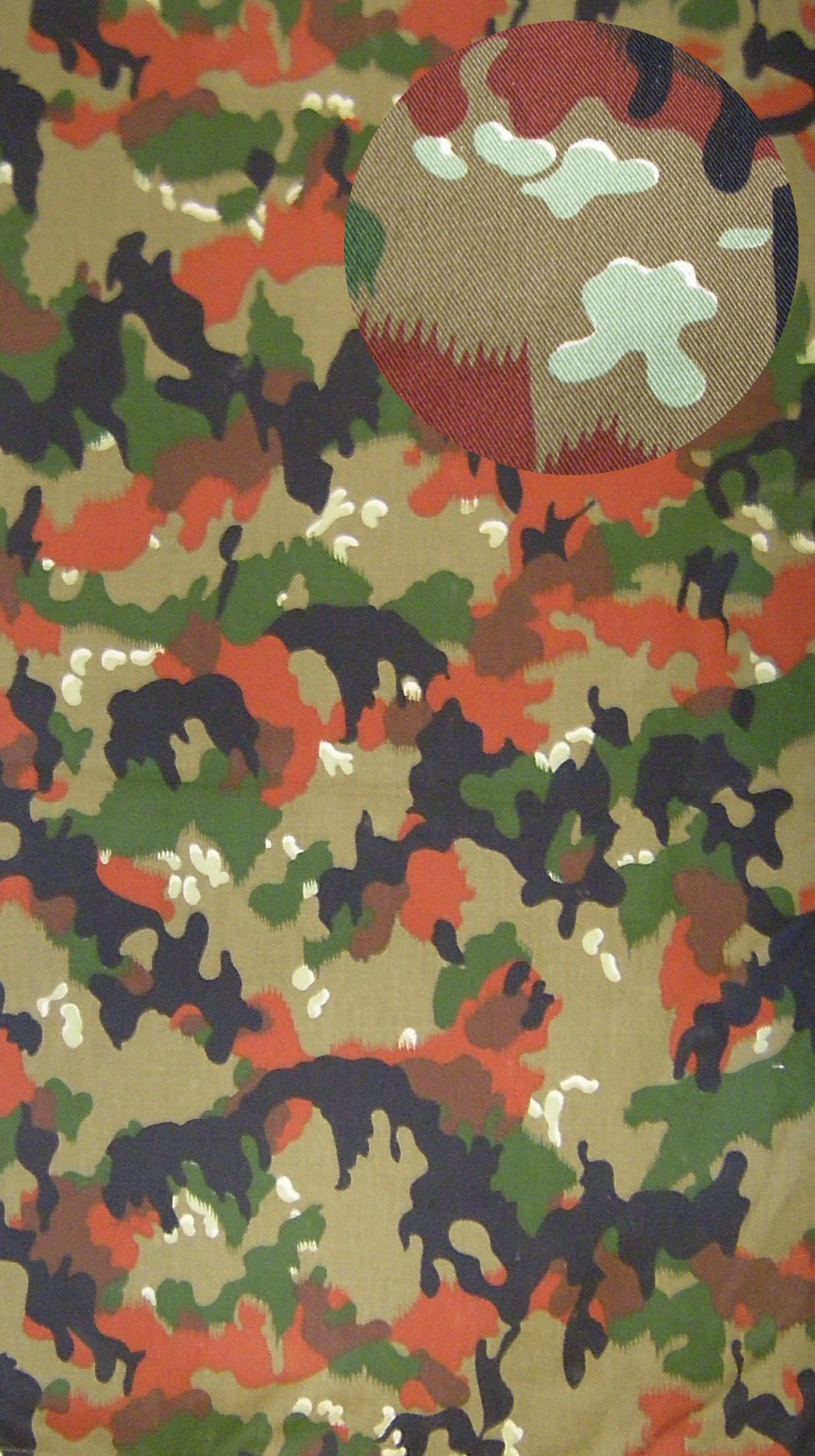
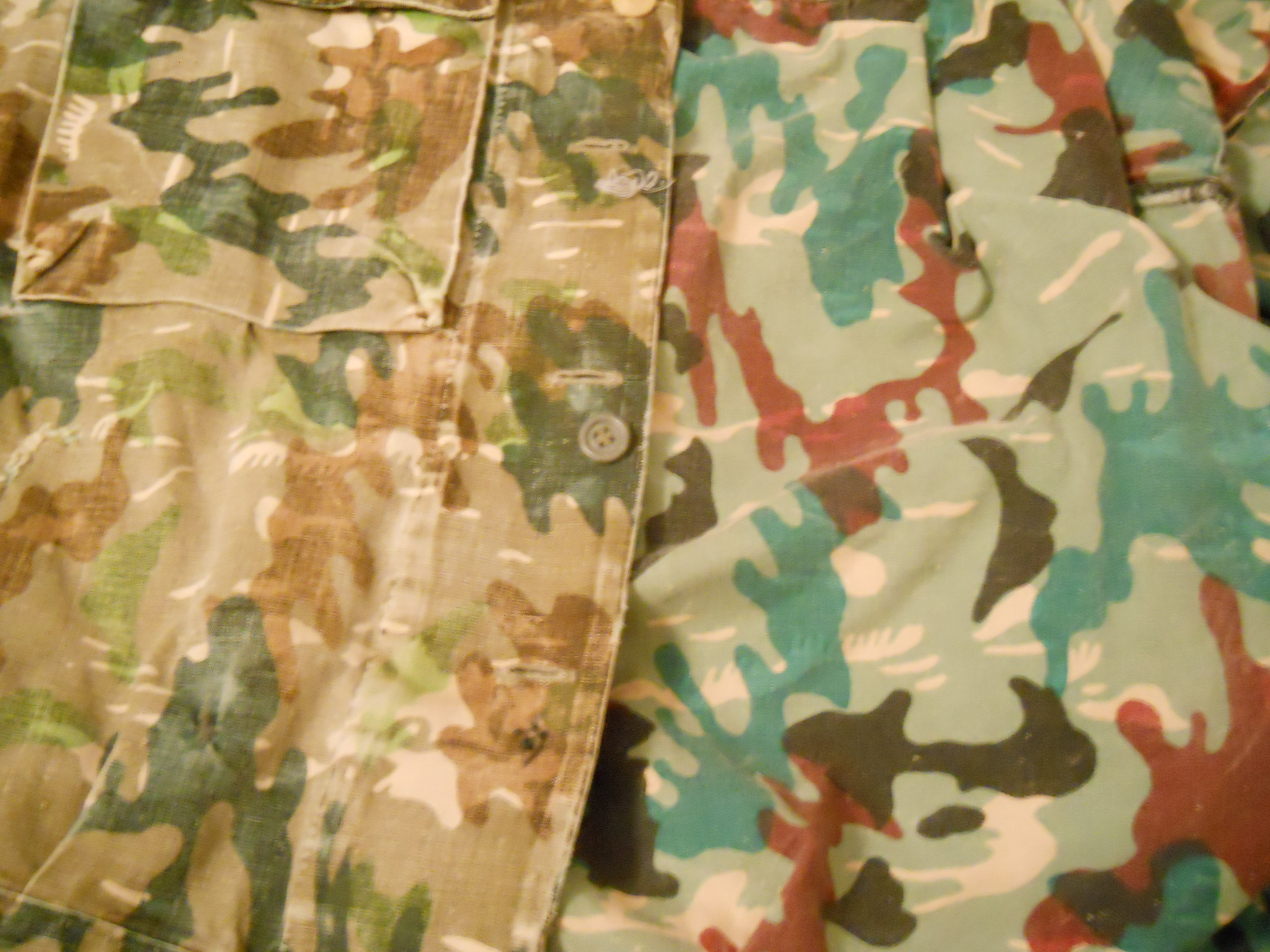

Derivacions del Leibermuster: duby; BW-Leibermuster; Alpenflage; rocoso (pentómico), variants tardor i primavera

D'altra banda, podríem considerar com a vagament inspirat en el Leibermuster el patró pentómico (o rocoso) espanyol, aplicat a la majoria dels uniformes mimètics reglamentaris en les forces especials espanyoles entre 1959 i 1982 (en què passaren al woodland). Aquest patró pentómico o rocoso consta de clapes mitjanes, en forma ameboide (a voltes el patró es coneix com a "ameba espanyol"), en colors verd fort i marró rogenc, més multitud de taquetes blanques, sobre un fons que és marró clar, en la versió de tardor, i verd clar, en la versió d'estiu; la superposició dels elements crea la impressió de major diversitat cromàtica.